# 東京都交通局40形電車
東京都交通局40形電車（とうきょうとこうつうきょく40がたでんしゃ）は、東京都交通局上野懸垂線で使用されていた懸垂式モノレール車両。
2023年12月27日を以て廃止となった東京都交通局上野懸垂線最後の車両でもある。

## 概要
老朽化した30形の置き換え用として登場した。日本宝くじ協会の助成金を基に製造された「宝くじ号」である。2001年（平成13年）に2両編成1本（2両）が日本車輌製造で製造され、同年5月30日付で入籍（車籍編入）し、翌31日より営業運転を開始した。
車体は前面が非貫通型で9m級1扉のアルミニウム合金製となっており、全体的に丸みの帯びた流線形のデザインである。前面窓には1枚窓を採用し、前面窓上には「宝くじ号」の透明ステッカーが貼付されている。前面上部両側には青色の回転灯を装備し、前面窓下両側に前照灯・標識灯を、下に東京都のシンボルマークと国旗立てを装備し、側扉にはプラグドアを採用した。車体はホワイトで塗装され、前面窓に沿ってレッド、側扉の運転台側がイエロー、車体上部の主要機器類のカバーがグリーンで塗装されており、その他車体全体に動物のイラストのラッピングが施されているので、子供の来園客に好評である。底部には丸型の電飾が設置されているほか、東園、西園の方向が両車にそれぞれ表記されている。
車内ではFRP製の外向きのロングシートを中央に、同じくFRP製のクロスシートを先頭部に配置したセミクロスシートを装備し、ピンク・ライトブルー・ライトグリーン・イエローで塗装されている。運転席の計器表示にはカラー液晶ディスプレイを採用し、表示システムにMicrosoft Windows XPを用いている。
制御方式はIGBT素子によるVVVFインバータであり、主要機器類は主電動機として東洋電機製造製のTDK6470-A（7.5kW）を2基、駆動装置は歯付きベルト組み込み平行多段駆動を採用、台車は特殊なボギー台車を装着する。また、集電装置は2線式剛体架線用のパンタグラフを、冷房装置はインバータ式を採用した。これらの主要機器類は車体上部に搭載され、カバーを装備している。ほか、非常時用の脱出装置としてツルベ式緩降機2組を搭載する。
JR東日本の特急電車（E257系等）と同じミュージックホーンを搭載している。
- 車内
- 運転席
- 方向表示機

## 運用

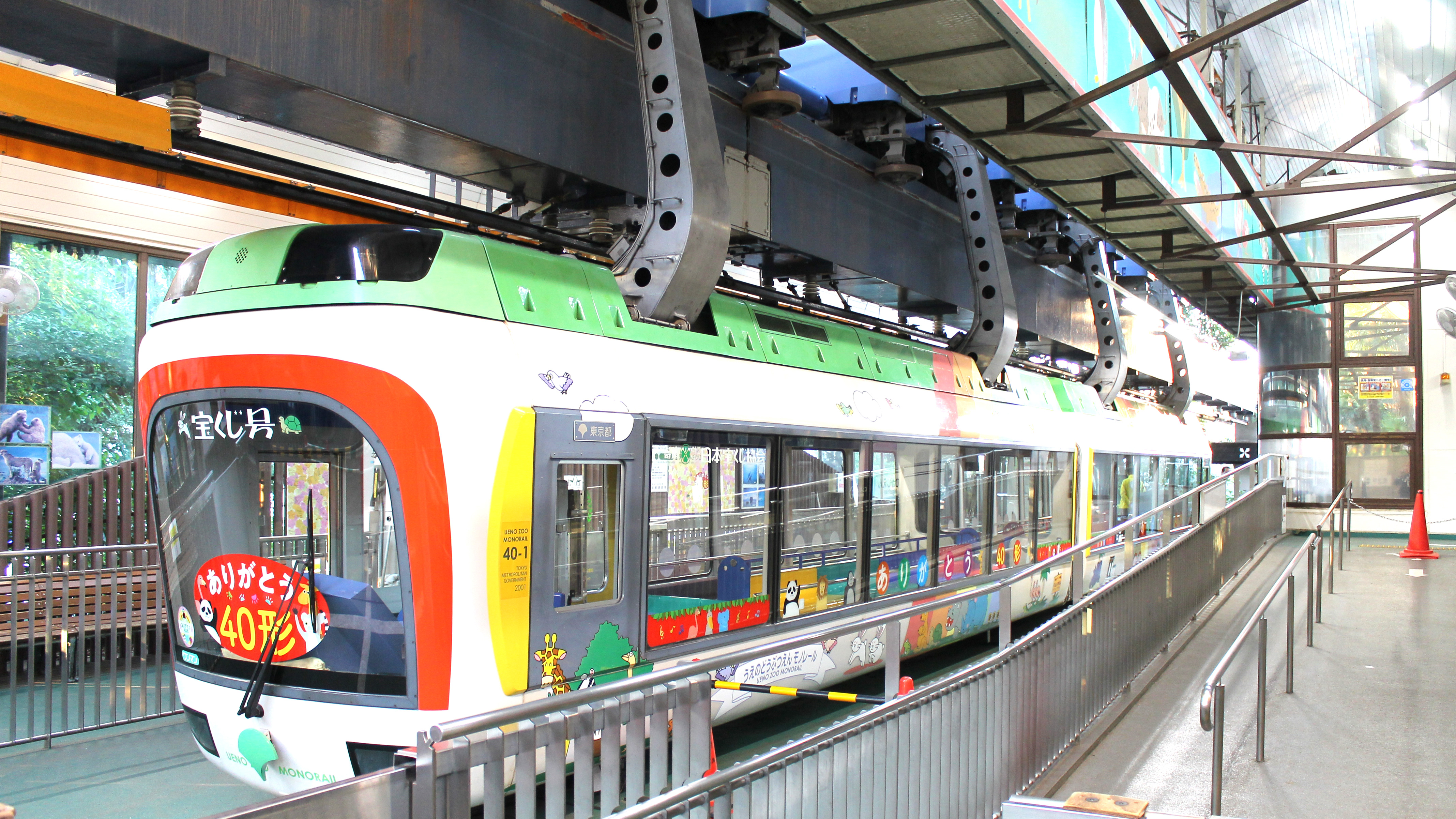
ラストランヘッドマークがついた40形
（2019年11月6日）

1999年（平成11年）12月19日から開始された、支柱の耐震工事を含めた上野懸垂線の設備更新が終了した2001年（平成13年）5月31日に営業運転を開始した。同年11月14日に運転中にパンタグラフが破損し運転を休止したが、それを改良して翌2002年（平成14年）3月12日に運転を再開した。
2007年10月から一定期間、上野懸垂線開業50周年記念の特製ヘッドマークが東京都のシンボルマークの上に掲出された。
2019年1月23日、車両および設備の老朽化のため、同年11月1日から上野懸垂線を当面の間休止とする旨が発表された。本形式は老朽化のため引退することとなり、末期は引退記念装飾が施された。休止を翌日に控えた10月31日に『40形車両ラストランイベント』が行われ、同日の最終列車をもって運用から退いた。
2023年12月27日、上野懸垂線の廃止に伴って同日廃車となった。